# 未来古代楽団
未来古代楽団（みらいこだいがくだん、英: Mirai Kodai Orchestra）は、リーダー・砂守岳央（すなもり たけてる）、ピアノ・松岡美弥子により2015年に結成された日本のアーティスト及び、音楽ユニット。
「メンバーを固定しない不定形ユニット」とし、砂守岳央、松岡美弥子、ギターの吉田和人らが作詞・作曲・編曲したオリジナル楽曲に、歌が入る曲にはゲストボーカルを迎えて発表。
2016年にゲーム「グリムノーツ」の主題歌としてゲストボーカルに安次嶺希和子（あしみね きわこ）を迎えて発表した「忘れじの言の葉」が人気となる。
以降、楽曲提供、ゲーム音楽、舞台・映像の劇伴など様々なジャンルで活躍。
結成8年目の2023年には初単独ライブを行い、YouTubeチャンネルを開設。活動をより一層、本格化している。
コンセプトは『あらゆるジャンルを横断しながら「千年後の古代音楽」を描く音楽ユニット』。

## 歴史
2015年、砂守岳央と松岡美弥子の二人によって結成。
2016年、スマートフォン用ゲームアプリ『グリムノーツ』主題歌『忘れじの言の葉』リリース。（ゲストボーカル：安次嶺希和子）
以降、アニメや舞台の劇伴、楽曲提供などを中心に活動する。
2022年、「忘れじの言の葉」がJASRAC信託楽曲となったため、「忘れじの言の葉／エデンの揺り籃」を自主制作音源としてリリース。これをきっかけに活動が本格化。
2023年、公式HPとSNSを開設。初の主催ライブとなる、未来古代楽団ライブ『祝祭あるいは断章1「バベルの幼生」』を開催。
2024年4月、2ndライブ『祝祭あるいは断章7「追奏のニシュカサル」』を開催。ゲストボーカルにVALSHEが参加。同年11月に3rdライブ『祝祭あるいは断章3「方舟のメトシェラ」』を開催。
2025年5月17日には4thライブ『未来古代舞踏祭「瞬き、やがて、永遠」』を渋谷ストリームホールにて開催予定。

## 主なメンバー
砂守は未来古代楽団は「メンバーを固定しない不定形ユニット」としている。
（ここでは公式ホームページでメンバーと表記されているメンバーを記載。）
- 砂守岳央（作詞・作曲・編曲）
- 松岡美弥子（作曲・編曲・ピアノ）
- 吉田和人（作曲・編曲・ギター）
- 吉田篤貴（ヴァイオリン／ヴィオラ）
- 豊田耕三（アイリッシュフルート／ティンホイッスル）[4]

## その他のメンバー 及び ゲストボーカル
その他のメンバー、及び ゲストボーカル。順不同。（主な担当、参加LIVEを記載。）

### その他のメンバー
- 米光椋（コントラバス、4th）
- 田中教順（パーカッション、2nd - 4th）[6]
- 河村泉（ヴィオラ、1st、3rd）[7]

### ゲストボーカル
- 安次嶺希和子（1st、3rd、4th）
- 霜月はるか（4th）
- botan（1st、2nd）
- Lucia（1st - 4th）[8]
- HACHI（3rd）
- VALSHE（2nd - 4th）[9]

## ディスコグラフィー
| 枚  | 発売日         | タイトル                          | 収録曲 |
| --- | -------------- | --------------------------------- | --- |
| 1st | 2022年8月13日  | 『忘れじの言の葉/エデンの揺り籃』 | 01.忘れじの言の葉 feat.安次嶺希和子 02.エデンの揺り籃 feat.Lucia 03.忘れじの言の葉(Instrumental) 04.エデンの揺り籃(Instrumental) |
| 2nd | 2023年12月30日 | 『フタハ/さよなら、光』           | 01.フタハ feat.botan 02.さよなら、光 feat.PUP 03.フタハ(Instrumental) 04.さよなら、光(Instrumental)                              |

| 枚  | 発売日        | タイトル                     | 収録曲 |
| --- | ------------- | ---------------------------- | --- |
| 1st | 2023年8月13日 | ミニアルバム『バベルの幼生』 | 01.光あれ feat.安次嶺希和子 02.吸って、吐く feat.安次嶺希和子 03.醒めない夢の微睡みの feat.Lucia 04.もろびと feat.Lucia 05.銀の旧約 feat,botan |

| 発売日        | タイトル                                                    |
| ------------- | ----------------------------------------------------------- |
| 2016年7月27日 | グリムノーツ オリジナルサウンドトラック                     |
| 2019年3月20日 | グリムノーツThe Animationオリジナルサウンドトラック         |
| 2023年3月22日 | NHKドラマ『超人間要塞ヒロシ戦記』オリジナルサウンドトラック |

| 発売日         | タイトル                                                       |
| -------------- | -------------------------------------------------------------- |
| 2015年2月25日  | 『茅田砂胡CDブック スカーレットウィザード 女王と海賊の契約』   |
| 2015年12月10日 | 『茅田砂胡CDブック スカーレットウィザード クライストの贈り物』 |

| 発売日        | タイトル                          |
| ------------- | --------------------------------- |
| 2024年1月26日 | Lucia1stアルバム『神話集Ⅰ[兆光]』 |

## 主な作品

### ゲーム音楽
- 『グリムノーツ』（主題歌/BGM作編曲/演奏）
- 『ディアホライゾン』（主題歌/BGM作編曲/演奏）
- 『グリムノーツ Repage』（主題歌/BGM作編曲/演奏）
- 『グリムエコーズ』（主題歌/BGM作編曲/演奏）
- 『ディープインサニティ・アサイラム』(主題歌/BGM作編曲/演奏）

### TVアニメ
- TBS『グリムノーツ The Animation』 （挿入歌/劇伴）
- 『ディープインサニティ・ロストチャイルド』（劇伴）

### TVドラマ
- NHK夜ドラ『超人間要塞ヒロシ戦記』（劇伴/主題歌）

### 舞台
- 舞台『デルフィニア戦記』

### Youtubeアニメ
- 『KUROMI'S PRETTY JOURNEY』（劇伴）

### 楽曲
- CTS feat.南波志帆『WAVINESS』(映画「HK/変態仮面 アブノーマル・クライシス」主題歌（編曲）
- 未来古代楽団feat.安次嶺希和子『忘れじの言の葉』(SQUARE ENIX『グリムノーツ』主題歌）
- 未来古代楽団feat.安次嶺希和子『探し人のつむぎ歌』(SQUARE ENIX『グリムノーツ Repage』主題歌）
- 『最果ての予感』（ディアホライゾン（被）主題歌）
- 『永遠のアセリア』キャラクターソング
- 『悠久のユーフォリア』キャラクターソング
- 太鼓の達人『さよならワーリャ』
- Edda『さよなら人類』
- 『デビル☆アイドル』（TVアニメ『でびどる！』）（作詞/作曲/編曲）
- 『英雄の詩篇』（TVアニメ グリムノーツ The Animation 挿入歌 ）
- 伊東歌詞太郎　つながって（編曲）
- Mia Regina『終末への天撃』「せいぜいがんばれ！魔法少女くるみ」3期OP（作曲/編曲）
- テレビ東京『シナぷしゅ』おとあわせコーナー音楽
- 『マジョニナル』（ 未来古代楽団feat.小春六花）
- 『マドロミ』（ 天音かなた/常闇トワ）（作詞作曲編曲）
- 角巻わため『ゼロの足跡』
- 伊東歌詞太郎『UNDEAD-NOID』（シェンムー主題歌）（編曲）
- 宝鐘マリン『マリン出航！！』（作詞）
- 『不適合性パラドックス』（天啓パラドクス）
- 『月灯』（天啓パラドクス主題歌）
- 『WORLD FLAGS -MAIN THEME SONG- (feat. 伊東歌詞太郎)』（作詞/作曲/編曲）
- 伊東歌詞太郎『さよならだけが人生だ』（編曲）
- 伊東歌詞太郎『タイムマシン』（編曲）
- 伊東歌詞太郎『恋愛裁判』（編曲）
- 『Sounds of エール! 夏の甲子園編 ウインドボーイズ!コラボver.』（編曲）
- Lucia『エデンの揺り籠』
- 『止まり木の歌（feat.安次嶺希和子）』
- 『片隅のエイリアン（feat.botan）』
- Lucia『光の形 』
- 不知火フレア『ユグドラシル』
- haju:harmonics『つみのうぶごえ』

## ライブ

### 主催ライブ

#### 未来古代楽団ライブ
- 1st『祝祭あるいは断章1「バベルの幼生」』（2023年09月18日、渋谷JZ Brat）
  - メンバー：砂守岳央、松岡美弥子、吉田和人、河村泉、豊田耕三
  - ゲストボーカル：安次嶺希和子、Lucia、botan[10]
- 2nd『祝祭あるいは断章7「追奏のニシュカサル」』（2024年04月20日、東京スクールオブミュージック&ダンス専門学校9Fホール）
  - メンバー：砂守岳央、松岡美弥子、吉田和人、吉田篤貴、河村泉、豊田耕三、田中教順
  - ゲストボーカル：Lucia、botan、VALSHE [11]
- 3rd『祝祭あるいは断章3「方舟のメトシェラ」』（2024年11月9日、恵比寿ザ・ガーデンルーム）
  - メンバー：砂守岳央、松岡美弥子、吉田和人、吉田篤貴、河村泉、田中教順[6]
  - ゲストボーカル：安次嶺希和子、Lucia、HACHI、VALSHE[12][13]
- 4th『未来古代舞踏祭「瞬き、やがて、永遠」』（2025年5月17日予定、渋谷ストリームホール）
  - メンバー：砂守岳央、松岡美弥子、吉田和人、吉田篤貴、豊田耕三、米光椋、田中教順
  - ゲストボーカル：安次嶺希和子、霜月はるか、Lucia、VALSHE[5][14]

### 参加ライブ
- 白猫プロジェクトMusic Live 2019（2019年7月13日 - 14日、日本青年館ホール）[15]
- 伊東歌詞太郎『Live Classics』
  - with 未来古代楽団（2020年11月14日、無観客配信LIVE）[16]
  - vol.2 ～Bright symphony～（2021年12月25日、Grand Maison ORENO by俺のフレンチ）[17]
  - vol.3 ～Starlight symphony～（2022年12月23日、品川インターシティホール）[18]
  - vol.4 〜Visit the Stars〜（2023年12月22日、日本橋三井ホール）[19][20]
  - vol.5 〜Sound of Lyra〜（2024年12月15日、日本橋三井ホール）[21]

## 出演

### 配信番組
- 松田悟志のガットインTV vol.109（2025年3月22日、ニコニコ生放送）- ゲスト（砂守岳央）[22][23]